# Xane D'Almeida

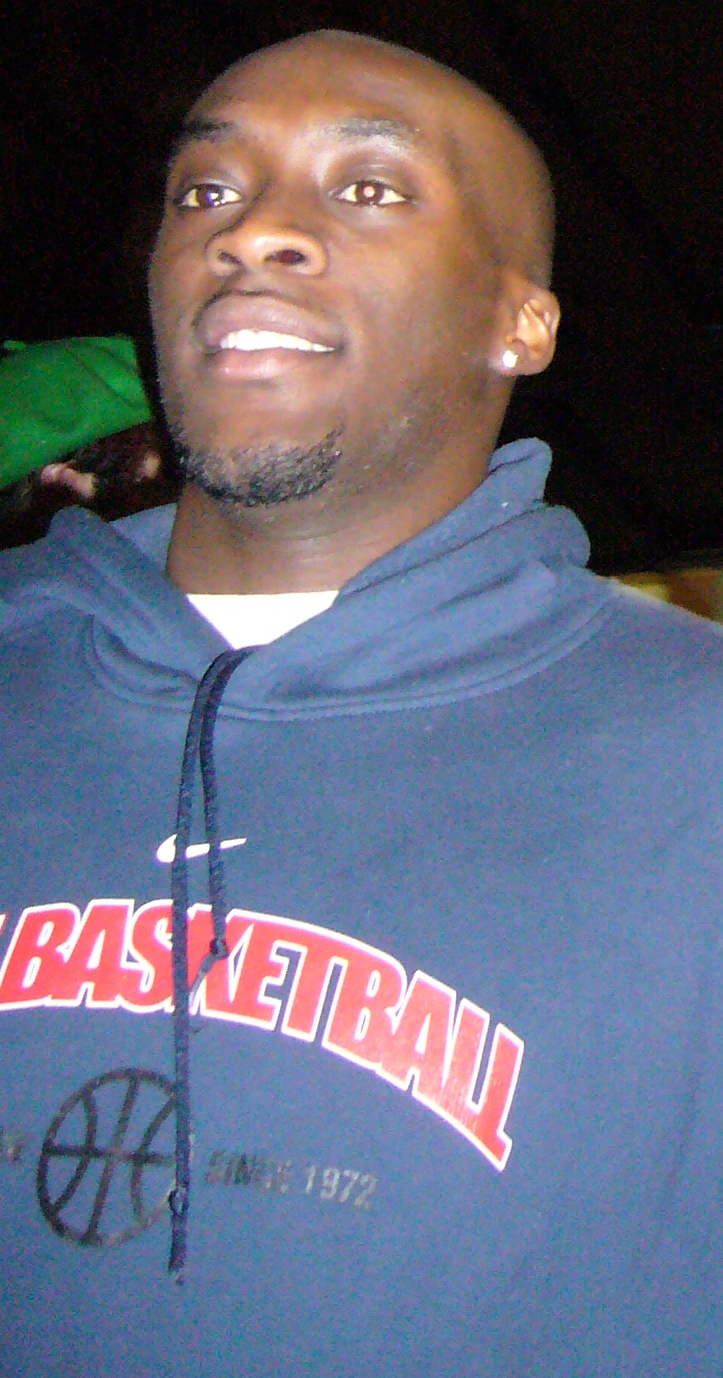
Imagem de Xane D'Almeida

Xane D'Almeida (Paris, 21 de janeiro de 1983), é um basquetebolista profissional senegalês que atualmente joga pelo Tarber-Lourdes da França. D'Almeida jogou em alguns dos principais clubes da Liga Francesa, dentre eles o CSP Limoges e o Pau-Orthez onde conquistou o título francês em 2004.